# Третичная структура

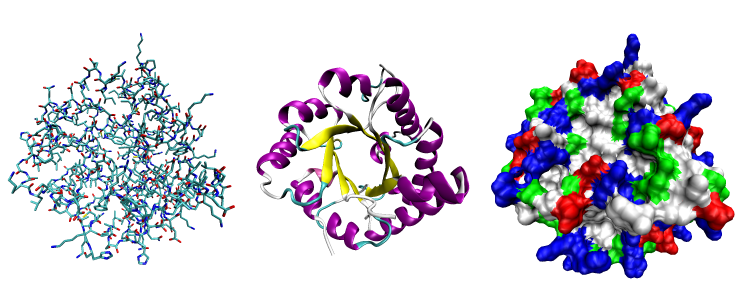
Разные способы изображения трёхмерной структуры белка на примере фермента триозофосфатизомеразы. Слева — «палочковая» модель, с изображением всех атомов и связей между ними; цветами показаны элементы. В середине изображены структурные мотивы: α-спирали и β-листы. Справа изображена контактная поверхность белка, построенная с учётом ван-дер-ваальсовых радиусов атомов; цветами показаны особенности активности участков

Третичная структура (или трёхмерная структура) — пространственное строение (включая конформацию) всей молекулы белка или другой макромолекулы, состоящей из единственной цепи.
Третичной структурой белка называется способ укладки полипептидной цепи в пространстве. По форме третичной структуры белки делятся в основном на глобулярные и фибриллярные. Глобулярные белки чаще всего имеют эллипсовидную форму, а фибриллярные (нитевидные) белки — вытянутую (форма палочки, веретена).
Однако конфигурация третичной структуры белков еще не дает основания думать, что фибриллярные белки имеют только β-структуру, а глобулярные α-спиральные. Есть фибриллярные белки, имеющие спиральную, а не слоисто-складчатую вторичную структуру. Например, α-кератин и парамиозин (белок запирательной мышцы моллюсков), тропомиозины (белки скелетных мышц) относятся к фибриллярным белкам (имеют палочковидную форму), а вторичная структура у них — α-спираль; напротив, в глобулярных белках может быть большое количество β-структур.
Спирализация линейной полипептидной цепи уменьшает ее размеры примерно в 4 раза; а укладка в третичную структуру делает ее в десятки раз более компактной, чем исходная цепь.

## Третичная структура белков

### Связь с первичной структурой
Третичная структура в значительной степени определяется первичной структурой. Усилия по предсказанию третичной структуры белка, основываясь на его первичной структуре, известны как задача предсказания структуры белка. Окружающая среда, в которой белок сворачивается, существенно влияет на его конечную форму, но обычно непосредственно не принимается во внимание текущими методами предсказания. Большинство таких методов полагаются на сравнения с уже известными структурами, и таким образом учитывают влияние окружающей среды косвенно.

### Стабилизирующие взаимодействия
В стабилизации третичной структуры белка принимают участие:
- ковалентные связи (между двумя остатками цистеина — дисульфидные мостики);
- ионные связи между противоположно заряженными боковыми группами аминокислотных остатков;
- водородные связи;
- гидрофильно-гидрофобные взаимодействия. При взаимодействии с окружающими молекулами воды белковая молекула «стремится» свернуться так, чтобы неполярные боковые группы аминокислот оказались изолированы от водного раствора; на поверхности молекулы оказываются полярные гидрофильные боковые группы.

## Третичная структура РНК
Третичную структуру имеют также многие молекулы нуклеиновых кислот; в частности, универсальную третичную структуру имеют молекулы тРНК.